# زاوية (هندسة)
في الهندسة الرياضية، الزاوية هي شّكلٌ هندسيُّ ناتج عن التقاء شعاعين بنقطة، يُسمى الشعاعان بضلعي الزاوية والنقطة المشتركة بينهما تسمى رأس الزاوية.

## تاريخ
عرف إقليدس الزاوية في المستوي على أنها ميل أحد مستقيمين على آخر بحيث أن المستقيمان يلتقيان في نقطة وليسا متوازيان.

ترميز الزاوية.

## قياس الزاوية

الزاوية θ هي حاصل قسمة s على r.

من أجل قياس زاوية θ، يرسم قوس يتمركز عند رأس الزاوية باستخدام الفرجار. وبقسمة طول القوس s على نصف القطر r وبالضرب بعامل تكبير k يعتمد على وحدة القياس المستخدمة ينتج لدينا:
{\displaystyle \theta ={\frac {s}{r}}(k).}

## وحدات قياس الزوايا
لقياس الزاوية يقاس طول قوس دائرة مركزها نقطة تقاطع ضلعي الدائرة المحصور بين ضلعي الزاوية ويقسم على محيط هذه الدائرة فإذا ضرب الجواب بالنسبة {\displaystyle 2\pi } يكون قياس الزاوية بالقياس الدائري. ولحساب قياس الزاوية بالدرجات، تضرب النسبة بين القوس المحصور بين ضلعي الزاوية ومحيط الدائرة التي مركزها نقطة التقاطع بالرقم 360. ويرمز للدرجة بدائرة صغيرة ترسم أعلى قياس الزاوية كما في 360°.

زاويةٌ قياسها 45 درجة.

- الدرجة وهي 1/360 من زاوية الدائرة الكاملة.
- الدقيقة، وتعادل 1/60 من الدرجة.
- الثانية، وتعادل 1/60 من الدقيقة.
- الراديان، حيث تعتبر قياس زاوية الدائرة الكاملة 2π رأديان. وعليه فإن 1 راديان يعادل 57.2958 درجة.
- زاوية قائمة، تعادل 90 درجة أو π/2 راديان.[4]

## أنواع الزوايا

### وفقاً لقياساتها
|                                    |                                                |                                     |                                                  |                                      |                                                   |
| {\displaystyle \theta =0^{\circ }} | {\displaystyle 0^{\circ }<\theta <90^{\circ }} | {\displaystyle \theta =90^{\circ }} | {\displaystyle 90^{\circ }<\theta <180^{\circ }} | {\displaystyle \theta =180^{\circ }} | {\displaystyle 180^{\circ }<\theta <360^{\circ }} |
| زاوية مُنعدمة                       | زاوية حادَّة                                     | زاوية قائمة                         | زاوية منفرجة                                     | زاوية مستقيمة                        | زاوية منعكسة                                      |

### وفقاً لعلاقاتها
|  |  |  |  |

### الناتجة عن قاطع
- زاوية قائمة إذا قسمنا الزاوية المستقيمة 180 إلى قسمين متساويين فكل قسم يدعى زاوية قائمة، قياسها 90 درجة
- زاوية حادة هي الزاوية التي قياسها أقل من 90 درجة.
- زاوية منفرجة هي الزاوية التي قياسها أكبر من 90 درجة وأصغر من 180 درجة.
- زاوية مستقيمة هي زاوية ضلعاها على استقامة واحدة وباتجاهين مختلفي 180 درجة
- زاوية منعدمة هي الزاوية التي قياسها0 درجة.
- زاويتان متساويتان هما زاويتان لهما قياس متساوي.
- زاويتان تشتركان بالرأس هما زاويتان تشتركان بالرأس والأضلاع.
- زاويتان متتامتان هما زاويتان مجموع قياسهما 90 درجة
- زاويتان متكاملتان هما زاويتان مجموع قياسهما 180 درجة.
- زاويتان متجاورتان هما زاويتان تشتركان في نفس الضلع
- الزوايا المتبادلة بالرأس وهي عبارة عن زاويتان تتشكلان إذا كان هناك مستقيمان متوازيان لهما قاطع (غير معامد) فنقول أن كل الزوايا التي توجد بالداخل هي زوايا داخلية. اما التي فالخارج فهي زوايا خارجية. ونقول أن زاويتان متبادلتان داخليا وخارجيا عندما يكونان متقابلتان وتكون متقايسة. أما الزاويتان المتناظرتان (المتماثلتان) فهما زاويتان واقعتان على نفس الجهة من القاطع احداهما تكون ما بين المستقيمين المتوازيين (الداخل) والاخرى على الخارج. ونجد الزاويتان المتكاملتان (التي سبق دكرها) عند جمع زاويتان داخليتان تقعان على نفس الجهة من القاطع. فنجد 180 درجة.

## مواضيع متعلقة
- راديان
- درجة (زاوية)
- زاوية قائمة
- زاويتان متتامتان
- زاويتان متكاملتان
- تابع مثلثي
- زاوية مركزية
- زاوية مماسية
- زاوية محيطية